# Parafia Najświętszego Ciała i Krwi Chrystusa w Warszawie
Parafia Najświętszego Ciała i Krwi Chrystusa – parafia rzymskokatolicka należąca do dekanatu ursuskiego, archidiecezji warszawskiej, metropolii warszawskiej Kościoła katolickiego, w Warszawie.

## Historia

### Kościół parafialny
4 września 1999 kard. Józef Glemp poświęcił plac pod świątynię. Prace przy fundamentach rozpoczęły się 4 maja 2000, a 24 września kard. Józef Glemp wmurował kamień węgielny w ścianę budującej się świątyni. Parafia została erygowana 30 maja 2002, a kościół został poświęcony w Wielkanoc 2003.